# Альберто Буччікарді
Альберто Буччікарді (ісп. Alberto Buccicardi, 11 травня 1914 — 8 грудня 1970) — чилійський футболіст, що грав за клуб «Універсідад Католіка». По завершенні ігрової кар'єри — тренер.

## Ігрова кар'єра
У футболі дебютував 1939 року виступами за команду «Універсідад Католіка», кольори якої і захищав протягом усієї своєї кар'єри гравця, що тривала сім років. 

## Кар'єра тренера
Розпочав тренерську кар'єру, повернувшись до футболу після невеликої перерви, 1949 року, очоливши тренерський штаб збірної Чилі. Очолював збірну Чилі на чемпіонаті світу 1950 в Бразилії, де його підопічні програли два стартові поєдинки (англійцям  (0-2) та іспанцям (0-2)) і виграли третій, заключний у США (5-2), після чого вибули з подальшої боротьби на турнірі.
Помер 8 грудня 1970 року на 57-му році життя.